# Холодильщики
Холодильщики (лат. Creophilus) — род стафилинид из подсемейства Staphylininae.

## Описание
Боковая каёмка переднеспинки доходит до её передних углов, не загибаясь на нижнюю сторону и не соединяясь с внутреннем краем эпиплевр. Голова и переднеспинка сильно блестящие. Надкрылья с поперечной перевязью из серых и чёрных волосков.

## Систематика
К роду относятся:
- вид: Creophilus huttoni
- вид: Creophilus maxillosus
- вид: Creophilus oculatus
- вид: Creophilus villipennis